# Еспарцет стрункий
Еспарце́т струнки́й (Onobrychis gracilis) — трав'яниста рослина родини бобових. Поширений у південно-східній Європі й Західній Азії. Етимологія: лат. gracilis — «тонка, струнка».

## Опис
Багаторічна рослина 35–90 см завдовжки. Боби напівкруглі з виступами, 4–5,5 мм завдовжки, 2,5–4,5 мм завширшки, з 4–6 шипами до 1 мм завдовжки. Віночок 5–6 мм завдовжки. Трубка чашечки гола. Листочки верхніх листків вузьколінійні, 15–25 мм завдовжки, 1,2–2,7 мм завширшки, зверху голі, з нижнього боку майже голі або розсіяно-волосисті.

## Поширення
Європа: Болгарія, колишня Югославія, Греція, Румунія, Молдова, Україна (у т. ч. Крим); Азія: зх. Сирія, Туреччина.
В Україні зростає на степових і кам'янистих схилах, по чагарниках — у Правобережній Степу, рідко; в Криму (Тарханкутський півострів). Кормова. Входить до переліку видів, які перебувають під загрозою зникнення на території м. Севастополя.